# Спрингвілл (Алабама)
Спрингвілл (англ. Springville) — місто (англ. city) в США, в окрузі Сент-Клер штату Алабама. Населення — 4786 осіб (2020).

## Історія
Місто було утворено в 1877 році і спочатку було відоме як Біґ Спрингс.
Спрінгвілл відомий своїм історичним районом і численними історичними будинками.

## Географія
Спрингвілл розташований за координатами 33°44′41″ пн. ш. 86°29′20″ зх. д. / 33.74472° пн. ш. 86.48889° зх. д. (33.744720, -86.488817). За даними Бюро перепису населення США в 2010 році місто мало площу 23,15 км², з яких 23,05 км² — суходіл та 0,10 км² — водойми.

## Демографія
Згідно з переписом 2010 року, у місті мешкало 4080 осіб у 1561 домогосподарстві у складі 1223 родин. Густота населення становила 176 осіб/км². Було 1652 помешкання (71/км²).
Расовий склад населення:
| - 93,6 % — білих - 4,7 % — чорних або афроамериканців - 0,4 % — азіатів - 0,3 % — корінних американців - 0,1 % — вихідців з тихоокеанських островів |

До двох чи більше рас належало 0,9 %. Частка іспаномовних становила 0,7 % від усіх жителів.
За віковим діапазоном населення розподілялося таким чином: 23,8 % — особи молодші 18 років, 61,9 % — особи у віці 18—64 років, 14,3 % — особи у віці 65 років та старші. Медіана віку мешканця становила 42,6 року. На 100 осіб жіночої статі у місті припадало 95,3 чоловіків; на 100 жінок у віці від 18 років та старших — 91,3 чоловіків також старших 18 років.
Середній дохід на одне домашнє господарство становив 73 213 долари США (медіана — 73 906), а середній дохід на одну сім'ю — 82 272 долари (медіана — 83 534). Медіана доходів становила 70 549 доларів для чоловіків та 50 375 доларів для жінок. За межею бідності перебувало 9,3 % осіб, у тому числі 11,5 % дітей у віці до 18 років та 0,0 % осіб у віці 65 років та старших.
Цивільне працевлаштоване населення становило 2063 особи. Основні галузі зайнятості: освіта, охорона здоров'я та соціальна допомога — 25,3 %, транспорт — 17,0 %, роздрібна торгівля — 11,7 %, науковці, спеціалісти, менеджери — 11,4 %.